# Steven Moore
Steven Moore is een voormalig Brits waterskiër.

## Levensloop
Moore werd eenmaal wereldkampioen en viermaal Europees kampioen in de Formule 1 van het waterski racing.

## Palmares
- Wereldkampioenschap: 1987
- Europees kampioenschap: 1985, 1986, 1987 en 1988

- Diamond Race: 1985, 1986 en 1986
- Diamond Race: 1984 en 1987
- Diamond Race: 1992